# Vražda Samuela Patyho
Vražda Samuela Patyho se stala 16. října 2020 v cca 17:00 SELČ ve francouzském městě Conflans-Sainte-Honorine u Paříže.
Samuel Paty, učitel na místní střední škole, měl v úterý 6. října hodinu na téma svobody projevu. Během toho ukázal mj. karikatury Mohameda. V pátek 16. října si osmnáctiletý útočník, který ve Francii pobýval jako uprchlík, na učitele počkal před školou a zavraždil jej. Pachatel byl vzápětí dopaden. Politici útok odsoudili a označili ho za teroristický. Ve středu 21. října francouzský prezident Emmanuel Macron hájil právo na otištění karikatur proroka Mohameda.

## Pozadí, průběh, policejní zásah
Paty byl učitel na místní střední škole a týden a půl před činem probíral ve své hodině téma svobody projevu. Během toho ukázal mj. karikatury Mohameda z Charlie Hebdo. Osmnáctiletý ruský uprchlík čečenského původu a islámského vyznání, rodák z Moskvy Abduláh Abujedovič Anzorov, si na učitele 16. října 2020 počkal u školy a okolo páté odpolední hodiny ho nožem usmrtil. Způsobil mu mnohačetná poranění hlavy, horních končetin a břicha a nakonec mu uřízl hlavu. Policie ho dopadla několik minut po činu a střelbou ho usmrtila. Útočník se předtím s učitelem neznal a neměl s ním jakýkoliv kontakt.
Policie v souvislosti s vraždou zajistila 16 lidí, kteří by s ní mohli mít spojitost. Šlo mimo jiné o členy Anzorovovy rodiny, Brahima Chninu, otce dívky z Patyho třídy, který vůči Patymu „vyhlásil fatvu,“ a dále dva studenty, kteří jsou v podezření, že si vzali od vraha peníze výměnou za identifikaci učitele.

## Pachatel
Pachatelem byl Abdulláh Anzorov, osmnáctiletý přistěhovalec z Ruska čečenského původu, který se narodil v Moskvě. Do Francie přijel před dvanácti lety, jako šestiletý dostal status uprchlíka. Bydlel ve čtvrti La Madeleine v Évreux v Normandii, městě vzdáleném 100 km od místa činu, a s učitelem, ani se školou kde zavražděný učil, ho nic nespojovalo.
Anzorovova rodina pochází ze vsi Šalaža v okresu Urus-Martan v Čečně. Otec nejprve přesídlil do Moskvy a odtud do Paříže. Anzorovova nevlastní sestra se v roce 2014 přidala k Islámskému státu v Sýrii. Rodina získala v březnu 2020 uprchlický status s desetiletým právem pobytu ve Francii. Abdulláh nebyl v hledáčku bezpečnostních služeb, stanul sice před soudem, ale za bagatelní přestupky.
Před útokem byl v kontaktu se dvěma blíže nezjištěnými džihádisty v Sýrii, z nichž jeden mluvil rusky. Podle IP adres se soudí, že přebývali v Idlibu, městě ovládaném skupinou Tahrír al-Šám; ta však odpovědnost za útok odmítla.
Krátce po útoku přiznal odpovědnost v rusky pronesené zprávě, kde říká, že je připraven stát se šahídem a že „pomstil Proroka“. Dodal: „Bratří, modlete se, aby mě Alláh přijal jako mučedníka“.
Abdulláhovo tělo bylo dopraveno z Francie přes Turecko do Čečny, kde bylo 6. prosince 2020 za zvýšených bezpečnostních opatření pohřbeno. Obřadu v okrese Urus-Martan přihlíželo na 200 lidí a 65 policistů.

## Politické následky
Politici útok odsoudili a označili ho za teroristický, na veřejnosti propukly protesty na podporu svobody slova i jako projev solidarity s učitelem a jeho rodinou. Poslanci francouzského parlamentu vzdali hold oběti 21. října před Bourbonským palácem. Ve středu 21. října při tryzně na univerzitní půdě Sorbonny uctil památku zavražděného učitele Samuela Patyho francouzský prezident Emmanuel Macron. V projevu hájil právo na otištění karikatur proroka Mohameda. Tento postoj se v muslimských zemích setkal s nepochopením i s odporem.
Vražda profesora historie v Conflans-Sainte-Honorine vedla během pouhých deseti dnů k zahájení 174 soudních řízení kvůli projevům nenávisti na internetu.
Francouzský ministr školství Jean-Michel Blanquer vyhlásil k uctění oběti pietní akci, a to po návratu žáků a studentů z podzimních prázdnin, v pondělí 2. listopadu v 11 hodin: čtení „dopisu Jeana Jaurèse vyučujícím“ a minuta ticha.
31. října, v rozhovoru pro katarskou televizí Al-Džazíra prezident Emanuel Macron řekl, že většina obětí terorismu jsou muslimové a že útoky spáchané ve jménu víry škodí především jim. Snažil se rovněž vysvětlit základy principů platných ve Francii, k nimž se řadí republikánské hodnoty, svoboda tisku, svoboda kreslit i karikovat. „Chápu, že karikatury mohou šokovat, ale nikdy nepřijmu obhajování násilí. Je naším posláním chránit naše svobody a práva,“ řekl dále Macron. Zopakoval, že je rozhodnut bojovat proti terorismu páchanému ve Francii, ale ujistil také, že nijak nehodlá stigmatizovat muslimy.

## Justice
Po třech letech vyšetřování, a měsíc po vraždě dalšího učitele, začal v Paříži soud se šesti obžalovanými, v době činu nezletilými. Soud pro mladistvé s vyloučením veřejnosti probíhal od 27. listopadu po dobu dvou týdnů, rozsudek byl vyhlášen veřejně 8. prosince 2023. Dívka, která stála na počátku celého řetězce událostí, byla odsouzena za křivé obvinění na 18 měsíců podmíněně. Dalších pět žáků bylo odsouzeno za trestný čin spiknutí za účelem přípravy vyhroceného násilí. Tresty se ve čtyřech případech pohybovaly od 14 do 18 měsíců podmíněně; a v jediném případě byl udělen nepodmíněný šestiměsíční trest s nošením elektronického náramku (plus osmnáctiměsíční podmínka).
O další rok později se konal soud s osmi dospělými obviněnými, 4. listopadu až 20. prosince 2024.